# Samira Sedira
Samira Sedira est une comédienne et écrivaine algérienne, né à Annaba.

## Biographie
Née en Algérie en janvier 1964 à Annaba,, ses parents émigrent en France et s'installent  à La Seyne-sur-Mer. Elle refuse après la troisième d'être orientée vers le BEP, et obtient de rester dans la filière générale. Après avoir obtenu son baccalauréat, elle s'oriente en définitive vers une carrière artistique et entre à l'École de la Comédie de Saint-Étienne.
Elle devient ensuite comédienne dans le théâtre public français, joue sur différentes scènes, et participe notamment, en 2004, à un spectacle au Festival d'Avignon, Daewoo, d'après un roman de François Bon. Elle y joue dans une mise en scène de Charles Tordjman, en compagnie d'Agnès Sourdillon, Julie Pilod, et Christine Brücher, pour ces rôles de quatre ouvrières licenciées mais combattantes, se remémorant leur travail perdu et leurs collègues : « Elles voient leur propre grandeur, les filles, et ce qu'on leur cachait de beauté. ». 
En 2008, après une vingtaine d'années dans des emplois d'actrice au théâtre et au cinéma, c'est elle qui se retrouve  en fin de droits, en tant qu'intermittente et sans aucun engagement à venir, ni aucune proposition.  Bien que son compagnon travaille, elle veut maintenir une activité, et devient, des années durant, femme de ménage, à défaut d'autre emploi.
En 2013, elle publie un premier roman remarqué, L'Odeur des Planches. Ce roman devient une pièce de théâtre, avec une adaptation de Samira Sedira et Richard Brunel et dans le rôle principal Sandrine Bonnaire, revenant sur les planches après des années consacrées au cinéma. La pièce est jouée pour la première fois à Valence en 2014, et est un succès. Par la suite, Samira Sedira retrouve des engagements au théâtre, mais garde l'envie d'écrire à nouveau. Elle publie en 2016 son deuxième roman, Majda en août.
Elle adapte au théâtre son roman Des gens comme eux qui est joué en 2024 dans une mise en scène d'Eric Massé au Théâtre du Point du jour à Lyon.

## Thèmes de son œuvre
L'Odeur des Planches  raconte les heures passées à faire le ménage, l'indifférence à la femme de ménage, mais aussi, ce travail la ramenant à sa propre histoire, les difficultés de la première génération de beurs, ses parents immigrés algériens, leur dignité, leurs espoirs, leurs difficultés d'adaptation, les emplois disqualifiés, leur manque de maîtrise de la langue française, etc,.
Majda en août est consacré à la vie des femmes dans les cités.

## Principales publications
- 2013 : L'Odeur des Planches, Éditions du Rouergue.
- 2016 : Majda en août, Éditions du Rouergue.
- 2018 : La faute à Sadam, Éditions du Rouergue.
- 2020 : Des gens comme eux, Éditions du Rouergue.
- 2023 : Un jour j'ai menti, La Manufacture de livres

### Filmographie
- 2021 : Fragile de Emma Benestan
- 2022 : Tout le monde aime Jeanne, de Céline Devaux
- 2022 : Maria rêve de Lauriane Escaffre et Yvo Muller

### Webographie
- « Samira Sedira », sur Livres Hebdo.